# دونگی کرچین
دونگی کرچین (به صربی: Donji Krčin) یک منطقهٔ مسکونی در صربستان است که در ورورین واقع شده‌است. دونگی کرچین ۳۵۱ نفر جمعیت دارد.